# Eosipho aldermenensis
Eosipho aldermenensis är en snäckart som först beskrevs av Powell 1971.  Eosipho aldermenensis ingår i släktet Eosipho och familjen valthornssnäckor. Inga underarter finns listade i Catalogue of Life.